# وعلان توماسي
وعلان توماسي (الاسم العلمي:Commelina thomasii) هو نوع من النباتات يتبع جنس الوعلان من الفصيلة الوعلانية.